# Gynodiastylis nordaustraliana
Gynodiastylis nordaustraliana is een zeekommasoort uit de familie van de Gynodiastylidae. De wetenschappelijke naam van de soort is voor het eerst geldig gepubliceerd in 1991 door Bacescu.